# Francisco Carabalí
Francisco Javier Carabalí Terán (El Cenizo, 24 febbraio 1991) è un calciatore venezuelano, difensore svincolato.